# Успенська волость (Міуський округ)
Успенська волость — історична адміністративно-територіальна одиниця Міуського, потім Таганрізького округу Області Війська Донського з центром у слободі Успенка. 
Станом на 1873 рік складалася зі слободи та селища. Населення — 3958 осіб (1502 чоловічої статі та 1456 — жіночої), 439 дворових господарств і 12 окремих будинків. 
Поселення волості:
- Успенка — слобода над річкою Кринка, 2480 особи, 359 дворових господарства та 8 окремих будинки;
- Калинове — селище над річкою Кринка, 278 осіб, 80 дворових господарств та 4 окремих будинки;